# Negativ återkoppling

Enkel modell för återkoppling som är negativ ifall AB < 0

Negativ återkoppling är ett begrepp som används inom reglerteknik, fysiologi som betyder att något styrs genom att inverka negativt på sig själv genom direkt eller indirekt återkoppling. Det vanligaste exemplet är kanske hormoner som inhiberar sin egen sekretion.
Termostater i ugnar är ett annat exempel på negativ återkoppling. När temperaturen nått den önskade så sänks effekten så att temperaturen inte fortsätter att stiga.
De flesta system i kroppen använder sig av negativ återkoppling men det finns även exempel på positiv återkoppling.